# 躁狂

患有夸大妄想症的患者可能会错误地认为自己比实际上更强大（夸大妄想）。

躁狂（英語：mania)，又称躁狂发作，台湾又称狂躁，中国大陆又称躁狂症，是一种短期或长期的情绪状态和以明显而持久的心境高涨为主的情感性精神障碍，也属于双相情感障碍的一种发作形式，典型症状为情感高涨、思维奔逸和活动增多等，部分患者同时伴有认知功能损害。发作期间，患者情绪极不稳定，易受环境刺激影响。躁狂通常会被认为是抑郁的反义词，但事实上，躁狂的情感高涨除了表现为欣快感的高涨，也可以表现为极其易怒，并且随着症状的发展，患者会更加易怒，同时可能会因此导致焦虑症并使患者更容易产生暴力行为。
躁狂不一定意味着情感性精神障碍，同抑郁相似，躁狂可以是短期或长期的情绪状态，仅有符合一定条件时，才可以认定为情感性精神障碍。

## 病因
躁狂的成因尚不明确，可能受到遗传、心理、生理、滥用药品和社会环境等多方面影响。
有研究指出，体内谷氨酸盐含量失调和滥用氯胺酮所导致的NMDA受体失调以及miRNA功能部分受损可能是躁狂发作的诱因。 同时，也有研究发现，同正常人相比，躁狂患者大脑的杏仁核、海马体、基底神经节、前额叶皮层和前扣带皮层等部分有异常反应，其中前额叶皮质、额下回眶部等部分活跃程度较低，而岛叶部分活跃程度较高。
部分抗抑郁药（如SSRI类药品）和毒品也有导致和加剧躁狂的风险。酗酒也是导致躁狂的重要原因之一。
有研究者指出，躁狂患者体内多巴胺转运蛋白密度相较于正常人较低，而体内多巴胺含量过多，进而推测体内多巴胺含量过多或体内多巴胺回收功能减弱可能会引起躁狂发作，并且多巴胺转运蛋白密度和多巴胺含量同躁狂症状的严重程度相关。也有实验表明，躁狂发作可能和患者压力长期过大有关。 同时，躁狂发作也可能和中风有关。

## 诊断
诊断躁狂通常依据DSM-5标准，同时可能通过量表和脑电图检查等检查方式辅助诊断。然而需要注意的是，有许多疾病发病时的表现同躁狂相似，因而在诊断躁狂时应当排除其他疾病引发的可能。其中，同躁狂发作最为相似的是兴奋剂、致幻剂或吸食毒品中毒。
在DSM-5中，认为如果符合以下条件，结合临床即可作出躁狂发作的诊断119-120：
- 至少有一周时间内，患者每天都处于精神高涨的状态，易激惹且存在异常的活动增多和精力旺盛；
- 在符合上一条的发作时间内，同时满足3项（或更多）下列症状：

1. 自尊心膨胀或夸大
2. 睡眠需求减少
3. 比平时更健谈且有讲话的压力感
4. 意念飘忽或主观感受到思维飘逸
5. 注意力太容易被不重要或无关的外界刺激所吸引
6. 工作和上学时的社交或性活动增多或存在无目的非目标导向活动
7. 过度的参与那些很可能产生痛苦后果的高风险活动

- 躁狂发作已足以影响患者正常的社会职能和患者的社会生活，抑或使得患者必须接受住院治疗以免自杀或伤害他人。
- 患者所经历的躁狂发作不是因为诸如药物滥用等其他物质的生理效应所引起的。

同时，DSM-5也认为，如果患者发作时仅不符合“至少有一周时间内，患者每天都处于精神高涨的状态”和“已足以影响患者正常的社会职能和患者的社会生活，抑或使得患者必须接受住院治疗以免自杀或伤害他人”的条件，而是“大部分时间处于精神高涨的状态”和“不会显著地响患者正常的社会职能和患者的社会生活且不至于住院”，而且符合其余条件，那么可以认定为轻躁狂发作。120

## 治疗和预防

### 治疗
治疗躁狂应尽可能的进行联合治疗而非仅使用单一方式进行治疗，在特殊情况下，还应当考虑住院治疗。
有研究和病例表明，针对急性躁狂发作，可以采用碳酸锂等心境稳定剂，卡马西平、氯氮平等抗惊厥药、抗精神病药品进行治疗。而后经由医生诊断，可以继续使用上述药品或考虑使用其他适合的药品进行长期治疗。
除了通过药物治疗外，在实践中也常用电休克疗法治疗躁狂。有案例表明，心理咨询以及加强患者家属心理知识的辅导尽管不能够作为单一治疗方式，但也可以起到一定缓解病情的作用。

### 预防
对于发作过两次及两次以上的患者，患者预后再发作的几率较高。
当躁狂发作停止后，一般需要进行预防性治疗以稳定患者情绪。这一阶段中，通常会同时结合药物治疗和心理治疗两种方法。尽管药物治疗对于缓解和控制躁狂发作有很大的作用，但并不能因此忽略心理治疗的必要性。